# Czesław Ganowicz

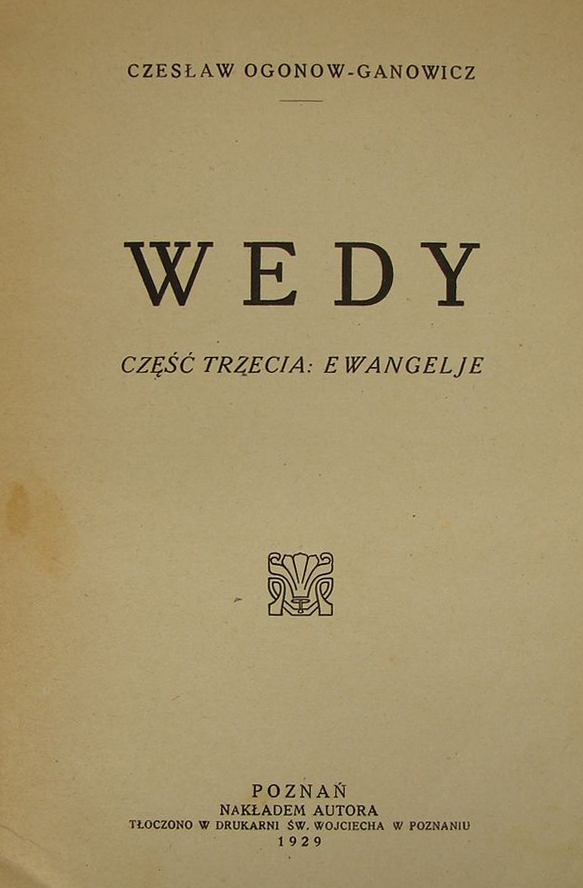
Strona tytułowa jednego z dzieł Czesława Ganowicza

Czesław Ganowicz (ur. 19 lipca 1881 w Gostyniu, zm. 24 grudnia 1938 w Roszkowie k. Jarocina) – lekarz, literat, filozof i działacz społeczno-polityczny. W swoich utworach literackich posługiwał się podwójnym nazwiskiem Ogonow-Ganowicz, które, jak twierdził, wywodziło się z tradycji rodzinnej.

## Życiorys
Urodził się w rodzinie Karola Ganowicza, gostyńskiego oberżysty,  i jego żony Cecylii z Kaczmarkiewiczów. Po ukończeniu szkoły podstawowej uczęszczał do Gimnazjum Marii Magdaleny w Poznaniu. Świadectwo maturalne uzyskał w 1902 roku. Naukę kontynuował na uczelniach w Lipsku, Wrocławiu oraz na Uniwersytecie Ludwika i Maksymiliana w Monachium. Studiował prawo, filozofię, psychologię i medycynę (specjalność psychiatria i neurologia). Prawo wykonywania zawodu lekarza uzyskał w Monachium w 1908 roku. W szkole średniej i na studiach brał udział w tajnej pracy oświatowej i niepodległościowej. W Monachium zaprzyjaźnił się ze Stanisławem Przybyszewskim. Ganowicz był w znacznie lepszej sytuacji finansowej i często wspomagał pisarza, pokrywając jego wydatki. Wysoko cenił Przybyszewskiego i jego twórczość, co podkreślał w wielu artykułach publikowanych w „Kurierze Poznańskim”.
Po studiach został lekarzem okrętowym. Zwiedził Kamerun i Wyspy Kanaryjskie. Podróżował również po Grecji, Włoszech, Turcji i Francji. W latach 1911–1916 prowadził praktykę lekarską w Kudowie Zdroju i Poznaniu. Od 1915 do 1919 roku praktykował w Międzychodzie. W czasie powstania wielkopolskiego i tuż po nim, prowadził energiczne działania w kierunku przyłączenia Międzychodu do Polski. Naraził się tym władzom pruskim i został zatrzymany w więzieniu w Międzyrzeczu. W tym czasie Grenzschutz kilkakrotnie przeszukał jego mieszkanie w Międzychodzie. W 1921 ponownie zamieszkał w Poznaniu. Pracował w tym czasie jako referent wydziału zdrowia przy Urzędzie Wojewódzkim (do 1923). W 1926 przeniósł się do Gołubia, a w listopadzie 1927 roku otworzył praktykę w Inowrocławiu. Specjalizował się w chorobach serca i układu nerwowego. Z dobrymi efektem stosował solankę, borowinę i szczawy. W drugiej połowie lat trzydziestych większość czasu spędzał w swoim majątku w Roszkowie (z uwagi na ciężką i stale postępującą chorobę, której nabawił się w trakcie pobytu w więzieniu w Międzyrzeczu).
Od 1910 należał do Poznańskiego Towarzystwa Przyjaciół Nauk. Był członkiem Sodalicji Mariańskiej i zwolennikiem prawicowo-konserwatywnych poglądów Romana Dmowskiego. W latach trzydziestych był prezesem Koła Stronnictwa Narodowego w Inowrocławiu. W 1933 roku stanął przed sądem oskarżony o obrazę rządu. Został ukarany grzywną oraz miesięcznym aresztem w zawieszeniu.
Ożenił się z Janiną Czesławą Wentzel, córką Karola i Heleny ze Stabrowskich (ślub w Poznaniu w 1908). Z tego związku urodziło się dwoje dzieci: Zbigniew Marian (1912) i Krystyna (1913). Córka była szybowniczką. W 1935 zdobyła rekord Polski w wysokości lotu. Jako pierwsza na świecie odbyła nocny lot żaglowy. Zbigniew Ganowicz ukończył studia na Uniwersytecie Poznańskim. W roku akademickim 1938/39 zdobył zawód inżyniera rolnika. Zmobilizowany w stopniu podporucznika do 15 Pułku Ułanów Poznańskich, poległ pod Młocinami 19 września 1939 roku. Został pochowany na Cmentarzu Wawrzyszewskim w Warszawie.
Czesław Ganowicz zmarł 23 grudnia 1938 roku w Roszkowie k. Jarocina w domu swojego szwagra Seweryna Ozdowskiego. Pogrzeb przeistoczył się w lokalną manifestacją o charakterze narodowym. Janina z Wentzlów Ganowiczowa zmarła w Roszkowie kilkanaście dni po swoim mężu, 5 stycznia 1939 roku. Oboje zostali pochowani w grobowcu Ozdowskich na cmentarzu przy parafii św. Marcina w Jarocinie.

## Twórczość
Czesław Ganowicz pozostawił po sobie wiele prac naukowych i literackich. Publikował między innymi w „Filarecie”, „Zecie” i „Ruchu Kulturalnym”. Jego wiersze drukował „Kurier Poznański”. Pierwszym większym dziełem był dramat w trzech aktach pt. „Dola”, wystawiony w Teatrze Polskim w Poznaniu w 1913 roku. Obszerne dzieło filozoficzne „Trylogia ludzkiego bytu” („Zgliszcze”, „Nurty”, „Zmierzch globu”), zostało wydane w Poznaniu w 1921 roku. Swoje poglądy filozoficzne, oparte na wierze i etyce katolickiej, zawarł w „Wedach” – trzytomowym dziele, któremu poświęcał każdą wolna chwilę. Wydał je nakładem własnym w latach 1925–1929 („O nieśmiertelność”, „Szlakiem wieczności”, „Ewangelje”). Sprawom żydowskim poświęcił broszurę pt. „Odwieczna walka na tle współczesnego zmagania się ducha chrześcijańskiego z duszą żydowską” (1923).